# Concile de Narbonne (791)
Pour les articles homonymes, voir Concile de Narbonne.
Le concile de Narbonne de 791 a été une réunion d'évêques tenue à Narbonne en l'an 791 pour condamner l'hérésie de l'adoptianisme.

## Contexte
Tarragone avait été détruite par les sarrazins et les églises qui en dépendaient, ont été rattachées, selon la coutume de l'époque à l'église métropolitaine la plus proche, qui était Narbonne. Parmi les églises qui sont passées sous cette juridiction, on trouvait celle d'Urgell. Le pape Adrien Ier a demandé à l'archevêque Daniel de réunir un concile pour condamner l'adoptianisme.

## Le concile

### Date du concile
Le concile s'est tenu en l'église métropolitaine des saints Just et Pastor au mois de juin dans la 23e année du règne de Charlemagne (791), même si le fragment qui subsiste des actes du concile est daté de 788, ce qui ne correspond pas à la 23e année du règne de Charlemagne; de plus, on lui donne le titre d'empereur qu'il ne possédait pas encore, de sorte que l'on peut supposer qu'il y a eu une falsification ou une interpolation. 

### Participants
Parmi les signataires, il y avait 26 évêques de diverses provinces et des procureurs des évêques absents. La présidence était tenue par Daniel de Narbonne et était présent Elifantus évêque d'Arles. Entre autres évêques, on trouvait Harmond ou Arimond d'Uzès, Hispicio de Carcassonne, Wittering de Nîmes, Just d'Agde, Wenedurius d'Elne et Jean de Maguelone. Wulfégaire de Béziers avait envoyé comme délégué Ricimer; l'église de Lodève n'était pas représentée ni par son évêque ni par un procureur, ce qui peut indiquer que le siège était vacant. Arricius de Toulouse était présent; son église dépendait en principe de l'archevêque de Bourges, mais sa présence peut indiquer un changement de juridiction; ce changement ne serait intervenu qu'après 817 quand la Septimanie est passée de l'Aquitaine à la couronne de France. Était présent l'évêque Félix d'Urgell, un des accusés de répandre l'hérésie; comme évêques catalans, il avait Ataülf de Gérone et l'évêque de Barcelone. Étaient venus également les évêques des provinces de Vienne et d'Arles, d'Aix, d'Embrun, Salicus d'Orange, Amatus de Carpentras, Lupus de Cavaillon, Magnificus d'Apt, de Bordeaux et d'Eauze. Les seuls métropolitains étaient les évêques de Narbonne et d'Arles. Un commissaire royal (missus dominicus) du nom de Desideri a assisté au concile.

## Sources
- dom Claude Devic et dom Joseph Vaissète, Histoire générale de Languedoc, Toulouse, éditions Privat, 1872 (1re éd. 1745)
- Joseph-Antoine Bastet, Essai historique sur les évêques du diocèse d'Orange, Orange 1837